# A Head Full of Dreams
A Head Full of Dreams ist das siebte Studioalbum der britischen Pop-Rock-Band Coldplay. Es wurde am 4. Dezember 2015 von Parlophone und Atlantic veröffentlicht.

## Titelliste
Alle Songs wurden von Guy Berryman, Jonny Buckland, Will Champion und Chris Martin geschrieben. Arrangiert wurden sie von Coldplay und Stargate.
| Nr.          | Titel                                                              | Autor(en)                                                                                             | Produzent(en)                                        | Länge |
| ------------ | ------------------------------------------------------------------ | --- | ---------------------------------------------------- | ----- |
| 1.           | A Head Full of Dreams                                              | | Rik Simpson • Stargate                               | 4:43  |
| 2.           | Birds                                                              | | Simpson • Stargate                                   | 3:49  |
| 3.           | Hymn for the Weekend (feat. Beyoncé)                               | | Simpson • Stargate • Digital Divide                  | 4:18  |
| 4.           | Everglow                                                           | | Simpson • Stargate                                   | 4:42  |
| 5.           | Adventure of a Lifetime                                            | Chris Martin • Guy Berryman • Jonny Buckland • Mikkel S. Eriksen • Tor Erik Hermansen • Will Champion | Simpson • Stargate                                   | 4:23  |
| 6.           | Fun (feat. Tove Lo)                                                | | Simpson • Stargate                                   | 4:27  |
| 7.           | Kaleidoscope                                                       | | Simpson • Stargate                                   | 1:51  |
| 8.           | Army of One (beinhaltet den Hidden Track X Marks the Spot ab 3:25) | | Simpson • Stargate • Daniel Green (X Marks the Spot) | 6:16  |
| 9.           | Amazing Day                                                        | Martin • Berryman • Buckland • Eriksen • Hermansen • Champion                                         | Simpson • Stargate                                   | 4:31  |
| 10.          | Colour Spectrum                                                    | | Green                                                | 1:00  |
| 11.          | Up&Up                                                              | | Simpson • Stargate                                   | 6:45  |
| Gesamtlänge: | Gesamtlänge:                                                       | Gesamtlänge:                                                                                          | Gesamtlänge:                                         | 45:45 |

| Nr.          | Titel        | Autor(en)                               | Produzent(en)              | Länge |
| ------------ | ------------ | --------------------------------------- | -------------------------- | ----- |
| 12.          | Miracles     | Martin • Berryman • Buckland • Champion | Simpson • Stargate • Green | 3:55  |
| Gesamtlänge: | Gesamtlänge: | Gesamtlänge:                            | Gesamtlänge:               | 49:40 |

Japanische Tour-Edition
- Adventure of a Lifetime (Matoma Remix)
- Hymn for the Weekend (Seeb Remix)
- Up & Up (Freedo Remix)
- Magic (Live at the Tokyo Dome City Hall)
- Clocks (Live at the Tokyo Dome City Hall)
- Viva La Vida (Live at the Tokyo Dome City Hall)
- Oceans (Live at the Tokyo Dome City Hall)
- A Sky Full of Stars (Live at the Tokyo Dome City Hall)

## Singleauskopplungen
| Jahr | Titel                   | Höchstplatzierung, Gesamtwochen, AuszeichnungChartplatzierungen (Jahr, Titel, , Platzierungen, Wochen, Auszeichnungen, Anmerkungen) | Höchstplatzierung, Gesamtwochen, AuszeichnungChartplatzierungen (Jahr, Titel, , Platzierungen, Wochen, Auszeichnungen, Anmerkungen) | Höchstplatzierung, Gesamtwochen, AuszeichnungChartplatzierungen (Jahr, Titel, , Platzierungen, Wochen, Auszeichnungen, Anmerkungen) | Höchstplatzierung, Gesamtwochen, AuszeichnungChartplatzierungen (Jahr, Titel, , Platzierungen, Wochen, Auszeichnungen, Anmerkungen) | Höchstplatzierung, Gesamtwochen, AuszeichnungChartplatzierungen (Jahr, Titel, , Platzierungen, Wochen, Auszeichnungen, Anmerkungen) | Anmerkungen                                                                |
| Jahr | Titel                   | DE | AT | CH | UK | US | Anmerkungen                                                                |
| ---- | ----------------------- | --- | --- | --- | --- | --- | -------------------------------------------------------------------------- |
| 2015 | Adventure of a Lifetime | DE5 Platin · (27 Wo.)DE | AT14 (22 Wo.)AT | CH3 Gold · (30 Wo.)CH | UK7 ×3Dreifachplatin · (45 Wo.)UK                                                                                                   | US13 ×3Dreifachplatin · (20 Wo.)US                                                                                                  | Erstveröffentlichung: 6. November 2015 Verkäufe: + 6.370.666               |
| 2016 | Hymn for the Weekend    | DE11 ×2Doppelplatin · (44 Wo.)DE | AT10 Gold · (43 Wo.)AT | CH7 ×2Doppelplatin · (71 Wo.)CH | UK6 ×3Dreifachplatin · (49 Wo.)UK                                                                                                   | US25 ×5Fünffachplatin · (23 Wo.)US                                                                                                  | Erstveröffentlichung: 1. Februar 2016 Verkäufe: + 9.665.700; feat. Beyoncé |
| 2016 | Up&Up                   | DE79 (1 Wo.)DE | AT65 (3 Wo.)AT | CH32 (3 Wo.)CH | UK71 Gold · (4 Wo.)UK | — | Erstveröffentlichung: 22. April 2016 Verkäufe: + 610.000                   |
| 2016 | Everglow                | DE42 (2 Wo.)DE | AT44 (1 Wo.)AT | CH16 (3 Wo.)CH | UK52 Platin · (13 Wo.)UK | — | Erstveröffentlichung: 11. November 2016 Verkäufe: + 860.000                |

## Preise
Bei der Echoverleihung 2016 gewann Coldplay mit dem Album in der Kategorie Gruppe international Rock/Pop. Ebenso gewann das Album die Kategorie International Album of the Year bei den Juno Awards 2017.

## Kommerzieller Erfolg

### Chartplatzierungen
| ChartsChartplatzierungen       | Höchstplatzierung | Wochen |
| ------------------------------ | ----------------- | ------ |
| Deutschland (GfK)              | 3 (57 Wo.)        | 57     |
| Österreich (Ö3)                | 4 (64 Wo.)        | 64     |
| Schweiz (IFPI)                 | 1 (87 Wo.)        | 87     |
| Vereinigte Staaten (Billboard) | 2 (65 Wo.)        | 65     |
| Vereinigtes Königreich (OCC)   | 1 (97 Wo.)        | 97     |

| ChartsJahrescharts (2015)    | Platzierung |
| ---------------------------- | ----------- |
| Deutschland (GfK)            | 14          |
| Österreich (Ö3)              | 41          |
| Schweiz (IFPI)               | 12          |
| Vereinigtes Königreich (OCC) | 9           |

| ChartsJahrescharts (2016)      | Platzierung |
| ------------------------------ | ----------- |
| Deutschland (GfK)              | 32          |
| Österreich (Ö3)                | 40          |
| Schweiz (IFPI)                 | 3           |
| Vereinigte Staaten (Billboard) | 13          |
| Vereinigtes Königreich (OCC)   | 2           |

### Auszeichnungen für Musikverkäufe
| Land/Region                  | Auszeichnungen für Musikverkäufe (Land/Region, Auszeichnung, Verkäufe) | Verkäufe  |
| ---------------------------- | ---------------------------------------------------------------------- | --------- |
| Argentinien (CAPIF)          | Gold                                                                   | 15.000    |
| Australien (ARIA)            | 2× Platin                                                              | 140.000   |
| Belgien (BRMA)               | Platin                                                                 | 30.000    |
| Brasilien (PMB)              | Diamant                                                                | 160.000   |
| Chile (IFPI)                 | Gold                                                                   | 5.000     |
| Dänemark (IFPI)              | 3× Platin                                                              | 60.000    |
| Deutschland (BVMI)           | 2× Platin                                                              | 400.000   |
| Frankreich (SNEP)            | Diamant                                                                | 500.000   |
| Italien (FIMI)               | 5× Platin                                                              | 250.000   |
| Kanada (MC)                  | 2× Platin                                                              | 160.000   |
| Mexiko (AMPROFON)            | 3× Gold                                                                | 90.000    |
| Neuseeland (RMNZ)            | 3× Platin                                                              | 45.000    |
| Niederlande (NVPI)           | Platin                                                                 | 40.000    |
| Österreich (IFPI)            | Gold                                                                   | 7.500     |
| Polen (ZPAV)                 | 3× Platin                                                              | 60.000    |
| Portugal (AFP)               | 2× Platin                                                              | 30.000    |
| Schweden (IFPI)              | Gold                                                                   | 20.000    |
| Schweiz (IFPI)               | Platin                                                                 | 20.000    |
| Singapur (RIAS)              | 2× Platin                                                              | 20.000    |
| Spanien (Promusicae)         | Platin                                                                 | 40.000    |
| Ungarn (MAHASZ)              | 2× Platin                                                              | 12.000    |
| Vereinigte Staaten (RIAA)    | Platin                                                                 | 1.000.000 |
| Vereinigtes Königreich (BPI) | 4× Platin                                                              | 1.300.000 |
| Insgesamt                    | 5× Gold · 36× Platin · 2× Diamant ·                                    | 4.304.500 |

Hauptartikel: Coldplay/Auszeichnungen für Musikverkäufe